# Straftaten gegen die sexuelle Selbstbestimmung
Straftaten gegen die sexuelle Selbstbestimmung bezeichnet im deutschen Strafrecht den dreizehnten Abschnitt des Strafgesetzbuchs. Er definiert das Sexualstrafrecht in Deutschland.
Als Straftaten gegen die sexuelle Selbstbestimmung als Rechtsgut gelten:
| §      | Bezeichnung                                                                                                   |
| ------ | --- |
| § 174  | Sexueller Missbrauch von Schutzbefohlenen                                                                     |
| § 174a | Sexueller Missbrauch von Gefangenen, behördlich Verwahrten oder Kranken und Hilfsbedürftigen in Einrichtungen |
| § 174b | Sexueller Missbrauch unter Ausnutzung einer Amtsstellung                                                      |
| § 174c | Sexueller Missbrauch unter Ausnutzung eines Beratungs-, Behandlungs- oder Betreuungsverhältnisses             |
| § 176  | Sexueller Missbrauch von Kindern                                                                              |
| § 176a | sexueller Missbrauch von Kindern ohne Körperkontakt mit dem Kind                                              |
| § 176b | Vorbereitung des Sexuellen Missbrauch von Kindern                                                             |
| § 176c | Schwerer sexueller Missbrauch von Kindern                                                                     |
| § 176d | Sexueller Missbrauch von Kindern mit Todesfolge                                                               |
| § 177  | Sexueller Übergriff; sexuelle Nötigung; Vergewaltigung                                                        |
| § 178  | Sexueller Übergriff, sexuelle Nötigung und Vergewaltigung mit Todesfolge                                      |
| § 179  | Sexueller Missbrauch widerstandsunfähiger Personen                                                            |
| § 180  | Förderung sexueller Handlungen Minderjähriger                                                                 |
| § 180a | Ausbeutung von Prostituierten                                                                                 |
| § 181a | Zuhälterei |
| § 182  | Sexueller Missbrauch von Jugendlichen                                                                         |
| § 183  | Exhibitionistische Handlungen                                                                                 |
| § 183a | Erregung öffentlichen Ärgernisses                                                                             |
| § 184  | Verbreitung pornographischer Inhalte                                                                          |
| § 184a | Verbreitung gewalt- oder tierpornographischer Inhalte                                                         |
| § 184b | Verbreitung, Erwerb und Besitz kinderpornografischer Inhalte                                                  |
| § 184c | Verbreitung, Erwerb und Besitz jugendpornografischer Inhalte                                                  |
| § 184e | Veranstaltung und Besuch kinder- und jugendpornographischer Darbietungen                                      |
| § 184f | Ausübung der verbotenen Prostitution                                                                          |
| § 184g | Jugendgefährdende Prostitution                                                                                |
| § 184i | Sexuelle Belästigung                                                                                          |
| § 184j | Straftaten aus Gruppen                                                                                        |
| § 184k | Verletzung des Intimbereichs durch Bildaufnahmen                                                              |
| § 184l | Inverkehrbringen, Erwerb und Besitz von Sexpuppen mit kindlichem Erscheinungsbild                             |

Zum Abschnitt zählen ferner § 181b Führungsaufsicht sowie § 184h, der die Begriffsbestimmung sexuelle Handlung regelt. Der Paragraf § 175, der sexuelle Handlungen zwischen Personen männlichen Geschlechts unter Strafe stellte, wurde 1969 und 1973 eingeschränkt und 1994 abgeschafft. § 179 (Sexueller Missbrauch widerstandsunfähiger Personen) entfiel 2016 wegen der inhaltlichen Erweiterung des § 177. § 180b und § 181 sind entfallen, weil Menschenhandel seit 2005 im 18. Abschnitt ab §§ 232 ff. StGB geregelt wird (siehe auch Zwangsprostitution).
Personen unter 14 Jahren sind in Deutschland nicht sexualmündig; sexuelle Handlungen mit Kindern stellen sich daher stets als strafbarer Kindesmissbrauch dar.
Opferverbände sprechen auch von sexualisierter Gewalt unter Bezugnahme auf Schriften von Monika Gerstendörfer und anderen.